# プレシディオ郡 (テキサス州)
プレシディオ郡（プレシディオぐん、Presidio County）はアメリカ合衆国テキサス州に位置する郡である。2000年現在、人口は7,304人である。郡庁所在地はマーファである。

## 地理
アメリカ合衆国統計局によると、この郡は総面積9,987 km2 (3,856mi2) である。このうち9,984km2 (3,855mi2) が陸地で2 km2 (0.7 mi2) が水地域である。総面積の0.02%は水地域となっている。

### 隣接する郡
- ジェフデイビス郡  （北）
- ブリュースター郡  （東）
- チワワ州、（メキシコ） （南）

## 人口動勢
2000年現在の国勢調査で、この郡は人口7,304人、2,530世帯、及び1,864家族が暮らしている。人口密度は1/km2 (2/mi2) である。0/km2 (1/mi2) の平均的な密度に3,299軒の住宅が建っている。この郡の人種的な構成は白人84.95%、アフリカン・アメリカン0.27%、先住民0.27%、アジア0.08%、太平洋諸島系0.01%、その他の人種13.47%、及び混血0.93%である。人口の84.36%はヒスパニックまたはラテン系である。
郡内の住民は32.70%が18歳未満の未成年、18歳以上24歳以下が8.30%、25歳以上44歳以下が24.90%、45歳以上64歳以下が20.20%、及び65歳以上が13.90%にわたっている。中央値年齢は33歳である。女性100人ごとに対して男性は94.30人である。18歳以上の女性100人ごとに対して男性は92.00人である。
郡内の世帯ごとの平均的な収入は19,860米ドルであり、家族ごとの平均的な収入は22,314米ドルである。男性は23,218米ドルに対して女性は16,208米ドルの平均的な収入がある。この郡の一人当たりの収入（per capita income）は9,558米ドルである。人口の36.40%及び家族の32.50%は貧困線以下である。全人口のうち18歳未満の43.40%及び65歳以上の44.10%は貧困線以下の生活を送っている。一人当たり収入では、全米でも最低水準の郡の一つである。

## 都市及び町
- マーファ（Marfa）
- プレシディオ（Presidio）